# Ilri (Typ IV)
| Technische Daten (Überblick)                                                                   | Technische Daten (Überblick)              |
| Serie Ilri (Typ IV), Ausführung Bari                                                           | Serie Ilri (Typ IV), Ausführung Bari      |
| ---------------------------------------------------------------------------------------------- | ----------------------------------------- |
| Werft:                                                                                         | VEB Schiffswerft „Neptun“, Rostock        |
| Vermessung:                                                                                    | 3053 BRT / 1856 NRT (1908 BRT / 1074 NRT) |
| Tragfähigkeit:                                                                                 | 4574 t                                    |
| Länge über Alles:                                                                              | 104,57 m / 107,83 m                       |
| Länge zwischen den Loten:                                                                      | 94,50 m / 95,00 m                         |
| Breite:                                                                                        | 14,20 m                                   |
| Seitenhöhe:                                                                                    | 7,70 m                                    |
| Tiefgang:                                                                                      | 6,65 m (5,58 m)                           |
| Antrieb:                                                                                       | 1 × Dieselmotor auf 1 × Festpropeller     |
| Gesamtleistung:                                                                                | 2265 kW                                   |
| Geschwindigkeit:                                                                               | 13,5 Knoten                               |
| Besatzung:                                                                                     | 29                                        |
| Serie Ilri (Typ IV), Ausführung Karlsburg                                                      |                                           |
| Vermessung:                                                                                    | 4033 BRT / 2538 NRT (2636 BRT / 1646 NRT) |
| Tragfähigkeit:                                                                                 | 6104 t                                    |
| Länge über Alles:                                                                              | 112,20 m / 115,25 m                       |
| Länge zwischen den Loten:                                                                      | 101,75 m / 101,45 m                       |
| Breite:                                                                                        | 15,80 m                                   |
| Seitenhöhe:                                                                                    | 8,80 m                                    |
| Tiefgang:                                                                                      | 7,14 m (6,38 m)                           |
| Antrieb:                                                                                       | 1 × Dieselmotor auf 1 × Festpropeller     |
| Gesamtleistung:                                                                                | 2942 kW                                   |
| Geschwindigkeit:                                                                               | 13,3 Knoten                               |
| Besatzung:                                                                                     | 28                                        |
| Abweichende Daten als Schutzdecker in Klammern Ausführungsunterschiede hinter dem Schrägstrich |                                           |

Der Frachtschiffstyp Ilri (Typ IV) war ein Serienfrachtschiffstyp der Neptun Werft, der überwiegend in die Bundesrepublik Deutschland exportiert wurde.

## Geschichte
Die Neptun Werft baute den Schiffstyp von 1964 bis 1971 in zwölf Einheiten und vier Ausführungen.
Erstes Schiff und Namensgeber der Serie war die am 22. November 1964 an die Hamburger Reederei Barthold Richters übergebene Ilri mit der Baunummer 581. Abschluss der Serie war die am 25. Mai 1971 abgelieferte Lyra. Die Lyra ist auch das einzige Schiff der Serie, das über 30 Jahre alt wurde. Auffällig ist in dieser Serie, dass verhältnismäßig viele Schiffe schon nach relativ kurzer Verwendungszeit abgebrochen wurden oder durch Seeunfälle verlorengingen.

## Technik
Die Schiffsrümpfe wurden vollständig geschweißt und in Sektionsbauweise zusammengefügt.
Der Schiffsantrieb bestand aus einem umsteuerbaren Dieselmotor, der direkt auf den Festpropeller wirkte. Es wurden während der Serie verschiedene Motorenbaumuster verwendet.
Die zwei Laderäume, die mit jeweils einem Zwischendeck versehen waren, hatten einen Schüttgutinhalt zwischen 6727 m3 und 8309 m3 oder 6171 m3 und 7407 m3 Ballenraum. Sie wurden mit MacGregor-Lukendeckeln seefest verschlossen. Das Ladegeschirr bestand anfangs aus acht Ladebäumen für jeweils 5/8 Tonnen und je einem Schwergutbaum für 20 Tonnen und 50 Tonnen.

## Unterschiede der verschiedenen Serien
Die Gemeinsamkeiten der zugrundeliegenden Schiffsentwürfe der vier Ilri (Typ IV) Ausführungen sind trotz einiger abweichender Gestaltungs- und Größenveränderungen während der Bauzeit als solche auf den ersten Blick erkennbar. So hatten drei Ausführungen, bzw. acht Schiffe, die gleiche Breite und die in der oberen Tabelle angegebenen technischen Grunddaten. Die vier Bauten der Karlsburg-Ausführung finden sich im unteren Teil der Tabelle mit den technischen Daten. Sie sind bei grundsätzlich gleicher Konzeption um 1,60 m breiter und auch länger als alle anderen Ausführungen. Die Karlsburg-Ausführung hat außerdem nur zwei Leichtladebäume sowie je einen Schwergutbaum für 20 Tonnen und für 50 Tonnen.
| Ilri (Typ IV) Frachtschiffsserie | Ilri (Typ IV) Frachtschiffsserie | Ilri (Typ IV) Frachtschiffsserie | Ilri (Typ IV) Frachtschiffsserie | Ilri (Typ IV) Frachtschiffsserie |
| Ausführung                       | Baujahr                          | Schiffsname                      | Baunummer                        | Länge über Alles                 |
| -------------------------------- | -------------------------------- | -------------------------------- | -------------------------------- | -------------------------------- |
| Ilri                             | 1964                             | Ilri                             | 581                              | 97,60 m                          |
| Bari III                         | 1965                             | Bari III                         | 582                              | 104,57 m                         |
| Bari III                         | 1965                             | Wilri                            | 584                              | 104,57 m                         |
| Bari III                         | 1966                             | Ilri                             | 586                              | 104,57 m                         |
| Bari                             | 1966                             | Bari                             | 588                              | 107,83 m                         |
| Bari                             | 1966                             | Mari                             | 589                              | 107,83 m                         |
| Bari III                         | 1967                             | Susann von Bargen                | 590                              | 104,57 m                         |
| Bari III                         | 1967                             | Abidjan                          | 591                              | 104,57 m                         |
| Karlsburg                        | 1967                             | Karlsburg                        | 492                              | 112,20 m                         |
| Karlsburg                        | 1968                             | Atlanta                          | 498                              | 112,20 m                         |
| Karlsburg                        | 1968                             | Claudia Maria                    | 494                              | 112,20 m                         |
| Karlsburg                        | 1971                             | Lyra                             | 495                              | 115,25 m                         |